# Logis de Maine-Moreau
Le logis de Maine-Moreau est situé à Annepont en Charente-Maritime.

## Historique
L'immeuble est inscrit au titre des monuments historiques par arrêté du 22 août 1949.